# Giuseppe Marzari
Giuseppe Marzari (Genova, 31 gennaio 1900 – Genova, 4 giugno 1974) è stato un attore teatrale, comico e umorista italiano.

## Biografia
Era figlio di Domenico Marzari, di origine istriana, direttore della banda dell'UITE (Unione Italiana Tramways Elettrici), società che gestiva il trasporto pubblico a Genova, diventata in seguito l'AMT.
Conosciuto con il semplice nome di Marzari (nome che diventò presto un'icona e il nome della ditta di cui sarebbe stato capocomico), è stato uno dei più celebri attori e comici a recitare in dialetto genovese. Fu protagonista dei palcoscenici teatrali locali fino agli anni sessanta con una propria compagnia, che portò in scena numerose opere che ancora oggi costituiscono il repertorio teatrale tradizionale in lingua ligure.
Il suo esordio in scena avvenne nel 1923, al teatrino genovese La Bomboniera di via Innocenzo Frugoni, nel quale si era esibito con l'inventrice della celebre "mossa", Maria Campi.
Gli sketch di Marzari erano imperniati sui classici bisticci coniugali e sulle situazioni comiche care agli umoristi del suo tempo, ma spesso anche su una comicità di stampo più moderno, con risvolti tra il cinico e il paradossale e una forte attenzione ai risvolti psicologici dei personaggi.
Ha legato il suo nome, in particolare, ad una macchietta, Ö sciö Ratella (Il Signor Ratella, dove ratella, in genovese, significa lite). Era sua anche la sigla della rubrica Il bazar del mugugno, nel Gazzettino RAI della Liguria.
A Marzari sono stati intitolati numerosi premi, fra cui vale la pena di segnalare qui il premio dell'associazione di studi delle tradizioni genovesi A Compagna e il premio che porta il nome del suo personaggio di maggior successo, appunto il Premio Sciö Ratella, patrocinato dagli enti locali genovesi e dalla stessa RAI.  Nel 2005 Gian Domenico Solari, attore, scrittore e comico chiavarese, gli ha dedicato il libro "Io, Marzari e i suoi amici", con la prefazione di Dario G. Martini (Ed. Edicolors, Genova).
Nel 1973 recita ne "La locandiera di Sampierdarena", commedia di Dario G.Martini da un canovaccio genovese di Micrilbo Termopilatide (Stefano De Franchi), trasmessa sul Secondo Programma RAI, oggi negli archivi di Rai Teche e sporadicamente riproposta da Rai5, il canale culturale di musica e teatro della RAI. Si tratta di uno dei pochissimi filmati in cui Marzari appare.
Recentemente Cesare Viazzi gli ha dedicato la biografia "Marzari, un uomo in frac" (De Ferrari Editore, 2010) e l'etichetta genovese Devega ha pubblicato, sia su CD che tramite Internet, numerosi volumi dei suoi successi discografici.
Tifoso della Sampdoria, è stato socio della A.C. Sampierdarenese (che nel 1946 si fuse con la S.G. Andrea Doria formando la Sampdoria) e amico dei giocatori Ballerino e Frugone.
Scomparso all'età di 74 anni, Marzari è stato sepolto nel cimitero di Staglieno; a lui sono stati intitolati dei giardini nel quartiere di San Teodoro a Genova.

## Brani e gag (parziale)
- A balla a-o botto
- Abbandonato
- A baruffa
- A Beppas de Valencia
- A cagnara
- A canson do scrocco
- A casa storica
- Addio, Makinika
- A fea de sant'Agà
- Agenzia Pacciugo
- A mazurca de santo zeuggio
- Amô-ràdio
- Angolo della massaia
- A pesciaea
- A prima notte
- Arrivi e partenze
- Artista da Biennale
- A scià Margheritta
- A seissento
- A storia da-a carrega
- A storia do pesto
- A stràdda bónna
- A tomata da Babilonia
- Aténti a-o Brêuxo
- Baciccia da Lanterna
- Bagnasüppe ambulante
- Bagni 'Gritta'
- Balliam la carioca
- Barcon fiorìo
- Baxi, sexe, noxi
- Baeghe a-i treuggi
- Beata Solitudo
- Bella mâe Camöggi
- Beppas de Valencia
- Bezagninn-e de Pré
- Buon Natale!
- Caccia aperta
- Caccia subacquea
- Calcio regionale serie F
- Cambiali e scialappa
- Cansun a-a revèrsa
- Cansun da Rotonda
- Cansun de cheullia
- Canto perché son imbriego
- Capodanno
- Cè o guappo
- Cercar che giova
- Cercasi monumento
- Cercasi vespasiano
- Che belli fenoggi!
- Chi l'ha visti
- Colazione alla forchetta
- Colombo profeta
- Compatitelo
- Conferenza culinaria
- De quattro...unn-a
- Derby Genova-Sampdoria
- Derby sogno e realtà
- Diluvio universale
- Diogene, che filosofo
- Disco celebrità
- Distinguemmo
- Donna 900
- Donne e colori
- Dormi, piccin
- Duxento all'oa
- Farabùtti d'inquîlìn
- Festa in campagna
- Festival
- Fetent service
- Fotografie fulminanti
- Fotorecord
- Fumava Virginia
- Geografia femminile
- Giardin zoologico
- Gin do tappö
- Gioxe, o lattoné
- Il barbiere di Soziglia
- Il vedovo allegro
- Incidente ferroviario
- Industria e commercio
- Inglise pacciugaite
- Ingratitudine
- L'amigö giancö
- L'apocalisse de balle
- L'arringa...affumicata
- L'astronauta
- L'avvocato Buridda
- L'eterna indecisa
- L'inventaio
- La mazurca dei misci
- Le allegre comari
- Le allegre comari (II parte)
- Legeriscima
- L'osciello
- L'ùrtima caròssa
- Lettera cinematografica
- Lillo o bagnin
- Lontan de i euggi
- Luna Park
- Mani in alto
- Manoaeles de la piccagias
- Ma se ghe penso
- Mazurka nuziale
- Meno che niente
- Mescolanza
- Moto perpetuo de Paganin
- 'Na partia amichevole de Foot-Ball
- Natale in famiggia
- Nazionale Z
- Nel viale del tramonto
- Night clubs
- Ninna nanna in zenéize
- No s'accapimmo ciù
- Nostalgia
- O barrista
- O caigà
- O camé lànpo
- O capolavoro
- O carétto de Maiétto
- O farmacista
- O festival de San Gieumo
- O gangster
- O Gin do tappo
- O gradasso
- O grande sparaballe
- O Lanterna
- O mae matrimonio
- O menego
- O nevetto
- O pescou da canna
- O poeta straponte
- O picca e stroscia
- O pollaieu
- O portego nr. 13
- O regallo
- O sciô Ballaclava
- O sciô Ballestrero
- O sciô Ratèlla!
- O sciô 'Teodolindo'
- O sequestro
- O settebello
- O tàngo de sèrve
- O tramway
- Pagamento a rate
- Paragoïn
- Parlerò della donna
- Parucchè pe scignoa
- Pasticceria Pastissi
- Pesci vivi
- Pescíâ da Föxe
- Pierin o peruccae
- Placido Posapiano
- Pranzo escursionistico
- Prò e cóntro
- Quanti proverbi
- Radio Bargaggi
- Radiocronaca di una partita
- Rafaele, o pacciugon
- Ratelare necessa
- Ratèlla internaçionâle
- Revecca Stritt
- Riconoscenza
- Rifugio antiaereo
- Riposa in pace
- Roba da matti
- Romanzo giano
- Rossö e blêu
- Saluta Zena
- Salve fûgassa
- Scarpe pè tutti
- Se no canto meuo
- Senza maûë
- Serenata angosciosa
- Signori, biglietto!
- Soldato Battisola
- Sottopassaggi
- Stornelli alla Boccaccio
- Tifo galoppante
- Tiribì tarabà
- Tomata da Babilonia
- Toponomàstega zenéize
- Trasporti a domicilio
- Trionfo d'amore
- Turismo nostrano
- U diluvviu universâle
- U figgeu da scià Filippa
- U povou Miliu
- U sturnellu du pescou
- Ultime della sera
- Un zenéize e un napolitan
- Vegne ô bello
- Vent'anni dopo
- Vurriäe canta
- Zena addiu